# Вперед (Давлекановський район)
Вперед (рос. Вперёд, башк. Вперёд) — село у складі Давлекановського району Башкортостану, Росія. Входить до складу Поляковської сільської ради.
Населення — 957 осіб (2010; 985 в 2002).
Національний склад:
- башкири — 41 %
- татари — 26 %
- росіяни — 26 %